# Podul de la Sculeni
Podul de la Sculeni este un pod rutier construit peste râul Prut, care, face legătura între localitățile Sculeni din România și Sculeni din Republica Moldova. Este situat în România pe DN24, iar în Republica Moldova pe ruta magistrală care merge spre Chișinău.

## Istoric
Înainte de Al Doilea Război Mondial, 27 de poduri au legat malurile Prutului între teritorile care astăzi aparțin Republicii Moldova și României.
Un perioada interbelică s-a construit la Sculeni, în locul unui alt pod temporar edificat în timpul Primului Război Mondial, un nou pod metalic, ale cărui deschideri nu treceau de 70 de m. Acesta a fost aruncat în aer în luna martie 1944 de trupele române, aflate în retragere în urma Operației Uman-Botoșani.
Actualul pod a fost construit în 1961.

## Rol
Pe ruta Chișinău–Ungheni-Sculeni se realizează conexiunea magistrală cu Iașiul.

## Caracteristici
Are o lungime de 115 m și în prezent este unul dintre cele mai tranzitate poduri de pe segmentul de frontieră moldo-română.

## Vezi si
- Relațiile dintre Republica Moldova și România
- Lista punctelor de trecere a frontierei din România
- Zona de Operații Est (România)